# 澧东乡
澧东乡，是中华人民共和国湖南省常德市澧县下辖的一个乡镇级行政单位。

## 行政区划
澧东乡下辖以下地区：
新渡村、十里村、团结村、新店村、铁尺村、十回村、斑竹村、澧东村、万家坪村、民堰村、长庆村、清水村、永长村、富溶村、车家溪村和双林村。